# Непристойна пропозиція (фільм)
«Непристойна пропозиція» (англ. «Indecent Proposal») — американська кінодрама режисера Едріана Лайна, випущена 7 квітня 1993 року. Головні ролі виконали Вуді Гаррельсон, Демі Мур та Роберт Редфорд. Екранізація однойменного роману Джека Енгелгарда.

## Сюжет
Молода пара, архітектор Девід Мерфі та ріелтор Даяна Мерфі, пригледіли багатообіцяючу ділянку землі, і їм терміново потрібні гроші, щоб вкластися в нерухомість. Пара закладає свій будинок і вирушає в Лас-Вегас, сподіваючись виграти необхідні їм гроші в рулетку. Мріям не судилося збутися і замість виграшу вони спускають всі свої заощадження.
Мільярдеру Джону Гейджу сподобалася Даяна. Він запросив дівчину до свого столу, на удачу в грі в кості, і вона принесла йому виграш у мільйон доларів. Багач винаймає парі розкішний номер і купує Даяні вподобану нею сукню за 5000 доларів. Потім, через асистента, передає Даяні запрошення провести з ним ніч за мільйон доларів. Пара всю ніч не спить, обмірковує непристойну пропозицію, але на ранок вони погоджуються. В останній момент Девід передумав, кинувся назад, але особистий вертоліт мільярдера вже забрав його дружину на яхту Гейджа.
Гейдж, розуміючи сум'яття дівчини, дає їй останній шанс. Він каже, що проведе з нею ніч, тільки якщо вгадає сторону своєї щасливої монети. Гейдж вгадує і Даяна залишається з ним. Наступного дня вона повертається в готель, але стосунки подружжя псуються, Девід страждає від ревнощів. Ситуація ускладнюється тим, що заставну на будинок викупив Гейдж. Девід свариться з дружиною, йде з дому і подає на розлучення. Гейдж продовжує залицятися до Даяни, посилає їй дорогі подарунки. Даяна спочатку відмовляє, але потім йде до мільярдера і залишає всі гроші чоловікові. Девід не може забути її і наважується на відчайдушний крок. Під час благодійного аукціону він, побачивши Даяну разом із Гейджем, передає мільйон доларів зоопарку. Після чого він підписує папери на розлучення.
Розуміючи, що Даяна ніколи не буде з ним щаслива, Гейдж тактовно перериває їхні стосунки і дарує на прощання ту щасливу монету, в якої обидві сторони виявляються однаковими. Даяна знаходить чоловіка на тому самому місці, де сім років тому він зробив їй пропозицію. Вони миряться.

## У ролях
- Демі Мур — Даяна Мерфі
- Вуді Гаррельсон — Девід Мерфі
- Роберт Редфорд — Джон Гейдж
- Сеймур Кассел — містер Шаслфорд
- Олівер Платт — Джеремі
- Біллі Боб Торнтон — Дей Тріппер
- Біллі Конноллі — ведучий благодійного аукціону
- Ріп Тейлор — містер Ленгфорд
- Памела Голт — дівчина Девіда
- Томмі Буш — містер Мерфі
- Гербі Генкок — грає сам себе
- Шина Істон — грає саму себе

## Знімальна група
- Режисер — Едріан Лайн
- Сценарист — Емі Голден Джонс
- Оператор — Говард Етертон
- Композитори — Джон Баррі
- Художник — Мел Бурн
- Продюсери — Алекс Гартнер, Шеррі Ленсінг, Том Шулмен, Майкл Тедрос
- Кастинг-директор — Віккі Томас

## Нагороди та номінації
| Нагорода              | Категорія                     | Лауреат                                                         | Результат |
| --------------------- | ----------------------------- | --------------------------------------------------------------- | --------- |
| BMI Film & TV Awards  | BMI Film Music Award          | Джон Баррі                                                      | Перемога  |
| «Золота малина»       | Найгірший фільм               | Шеррі Лансінг                                                   | Перемога  |
| «Золота малина»       | Найгірший режисер             | Едріан Лайн                                                     | Номінація |
| «Золота малина»       | Найгірший актор               | Роберт Редфорд                                                  | Номінація |
| «Золота малина»       | Найгірший актор другого плану | Демі Мур                                                        | Номінація |
| «Золота малина»       | Найгірший актор другого плану | Вуді Гаррельсон                                                 | Перемога  |
| «Золота малина»       | Найгірший сценарій            | Сценарій Емі Голден Джонс, за мотивами роману Джека Енгельгарда | Перемога  |
| «Золота малина»       | Найгірша оригінальна пісня    | «(You Love Me) In All the Right Places»                         | Номінація |
| «Золотий екран»       | «Золотий екран»               | «Золотий екран»                                                 | Перемога  |
| Кінопремія «MTV»      | Найкраща жіноча роль          | Демі Мур                                                        | Номінація |
| Кінопремія «MTV»      | Найбажанніша жінка            | Демі Мур                                                        | Номінація |
| Кінопремія «MTV»      | Найкращий поцілунок           | Демі Мур та Вуді Гаррельсон                                     | Перемога  |
| Кінопремія «Stinkers» | Найгірший актор               | Роберт Редфорд                                                  | Номінація |
| Кінопремія «Stinkers» | Найгірша акторка              | Демі Мур                                                        | Номінація |
| Нагорода «Йога»       | Найгірший іноземний фільм     | Едріан Лайн                                                     | Перемога  |